# Trường Quốc tế Đức Thành phố Hồ Chí Minh
Trường Quốc tế Đức Thành phố Hồ Chí Minh (Deutsche Schule Ho Chi Minh City - International German School), gọi tắt là IGS, là một trường quốc tế tại Thành phố Hồ Chí Minh cung cấp chương trình giảng dạy dựa trên tiêu chuẩn của Đức cho các lớp EC-12. Họ dự định cung cấp chứng chỉ tốt nghiệp của Đức (từ năm 2020) và chương trình văn bằng IB nhiều ngôn ngữ (từ năm 2022).
Trường nằm ở thành phố Thủ Đức, Thành phố Hồ Chí Minh. Đã có một số vấn đề xảy ra trong quá khứ. Trong năm 2015, chương trình giảng dạy được cung cấp và hướng đi của trường được đưa ra bởi SBH đã không được truyền đạt với phụ huynh và nhà trường và gây ra một số rắc rối. Ngay sau đó đã thay đổi hiệu trưởng. Đến cuối năm 2016/17, hơn một nửa số giáo viên đã rời đi.

## Lịch sử
Trường Quốc tế Đức (IGS) được thành lập vào năm 2012, do Bộ Ngoại giao Liên bang khởi xướng và được thực hiện bởi Stiftung Bildung und Handwerk (SBH).

## Hình ảnh

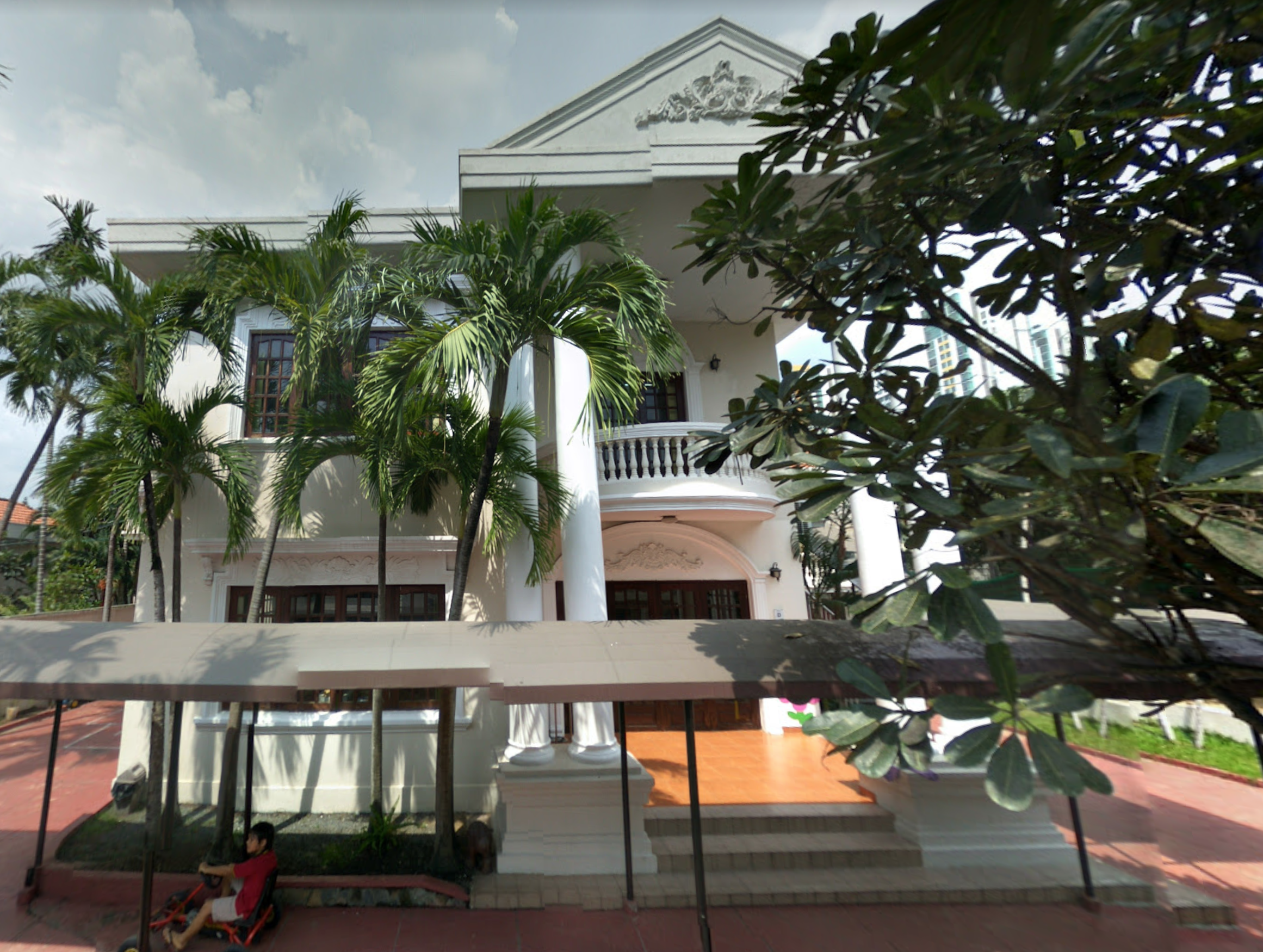
Mặt tiền nhà D vào tháng 9 năm 2016
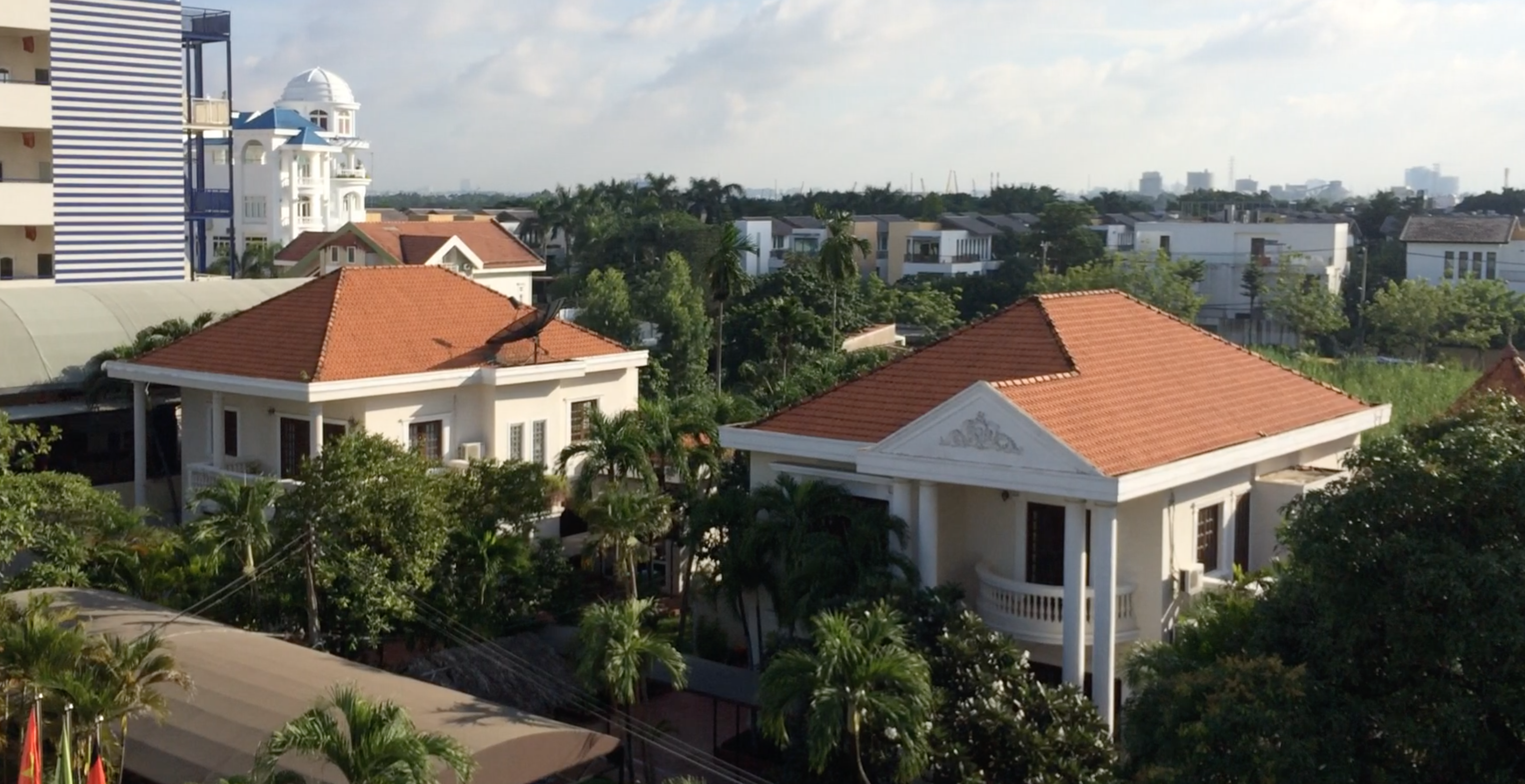
Nhà C và D nhìn từ nhà giáo viên vào tháng 8 năm 2016
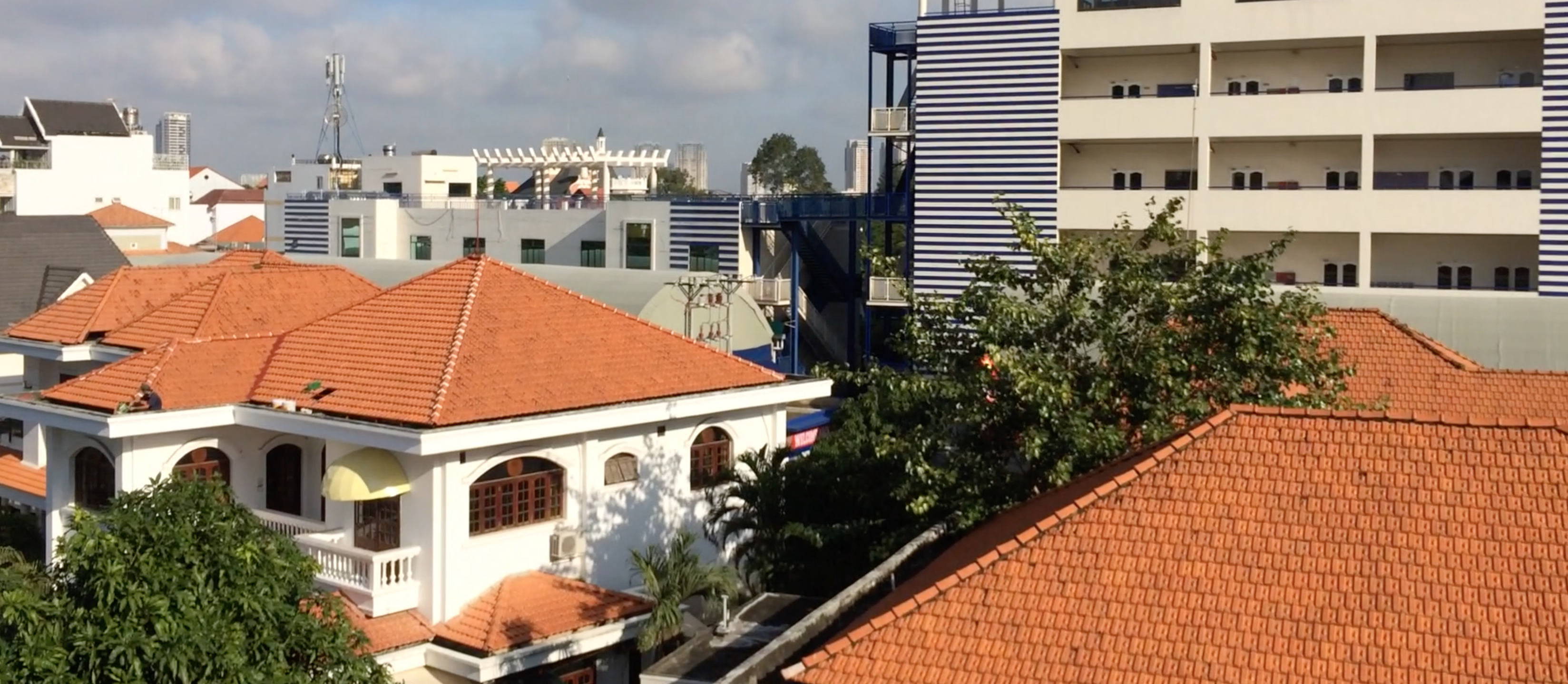
Nhà E nhìn từ nhà giáo viên vào tháng 8 năm 2016
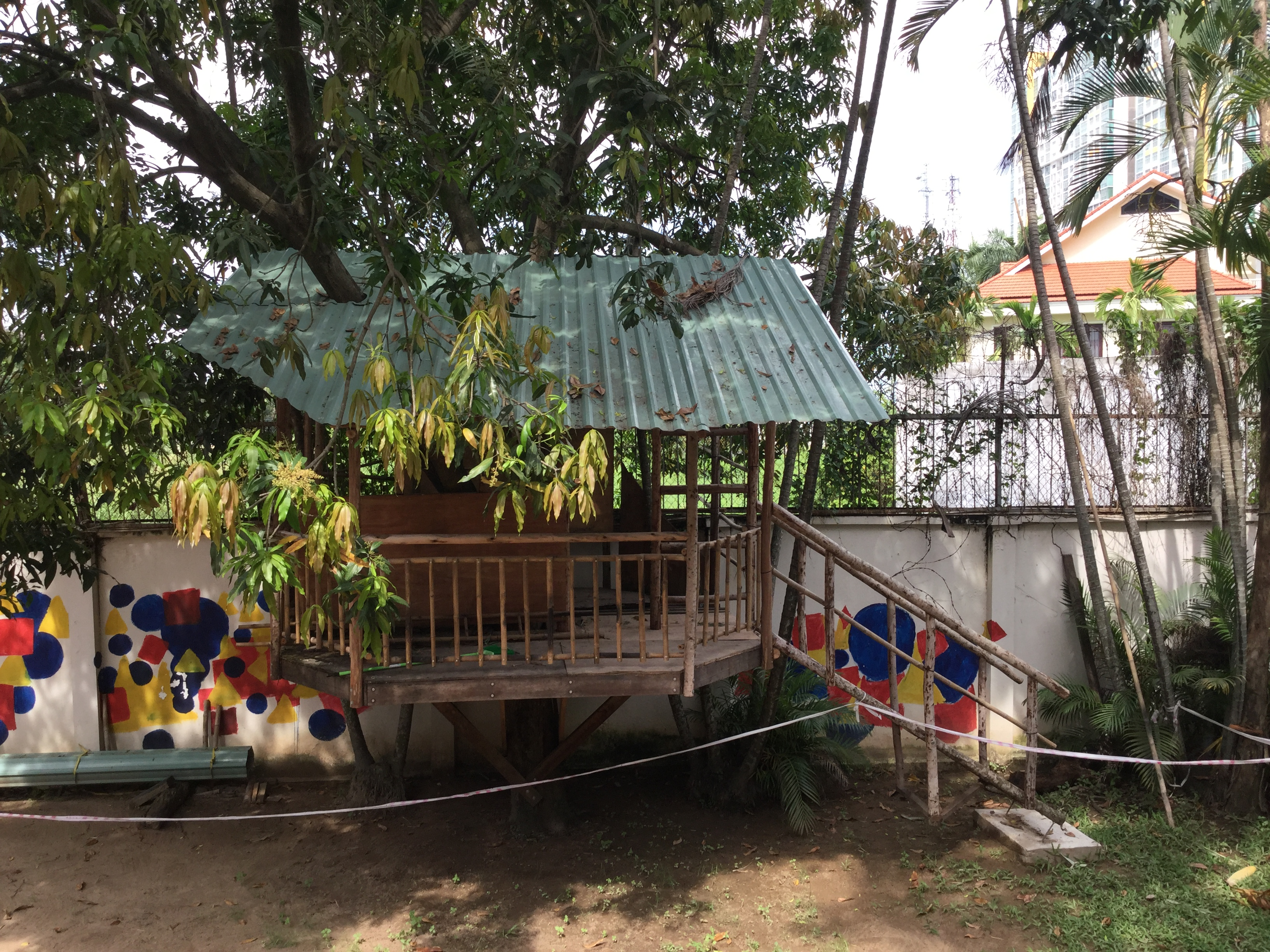
Xây dựng nhà trên cây bởi các học sinh 2017